# ایستگاه متروی دانشگاه علم و صنعت
ایستگاه مترو دانشگاه علم و صنعت، یکی از ایستگاه‌ها خط ۲ مترو تهران است که در نزدیکی دانشگاه علم و صنعت تهران قرار دارد.
این ایستگاه به خط ۳ و ۵ سامانه اتوبوس تندرو دسترسی دارد. همچنین بسیاری از اتوبوس‌های عادی در این نزدیکی ایستگاه دارند.
طراحی دیوارهای این ایستگاه، از آثار پیت موندریان الهام گرفته شده است.

## خطوط اتوبوسرانی
از خطوط اتوبوسرانی منتهی و عبوری از مجاور این ایستگاه خطوط ذیل می‌باشد:
- خط ۱۰۳ یا ۳ اتوبوس‌های تندرو از پایانه علم و صنعت به پایانه خاوران در مسیر بزرگراه رسالت، میدان هفت حوض، خیابان شهید آیت، میدان امامت، خیابان سی متری نیروی هوایی و بزرگراه بسیج
- خط ۱۰۵ یا ۵ اتوبوس‌های تندرو از پایانه علم و صنعت به پایانه بیهقی در مسیر بزرگراه سلیمانی، میدان رسالت، بزرگراه رسالت، روی پل سید خندان، ادامه بزرگراه رسالت ، ایستگاه مترو مصلی، میدان آرژانتین تا بیهقی
- خط اتوبوس ۲۰۶ پایانه علم و صنعت به پایانه شهید براری (ابتدای خیابان پیروزی از شرق) در مسیر بزرگراه رسالت و باقری، خیابان جانبازان، دردشت، حاجی عبادی خ رودبار، پدر ثانی، خاقانی- خ سعدی، مهریار، سفید کوه، مهرآور، فلکه لوزی، مسیل جاجرود، شورا، مسیل منوچهری، ۳۰ متری نیروی هوایی
- خط اتوبوس ۲۱۶ پایانه علم و صنعت به شهرک شهید محلاتی در مسیر بزرگراه سلیمانی، خیابان شهید نیلفروشان (فرجام)، خیابان سراج، بلوار استقلال، بلوار هنگام، بزرگراه شهید بابایی، شهرک لویزان ۳ ، بلوار ارتش ، مینی سیتی، بلوار ارتش، بلوار شاهد، میدان صاحب الزمان
- خط اتوبوس ۲۲۴ پایانه علم و صنعت به پایانه افق (حکیمیه) در مسیر بزرگراه رسالت ، خیابان شهید نیلفروشان، چهارراه اشراق (فلکه دوم)، خیابان‌های جشنواره و پروین، میدان استخر، کنارگذر بزرگراه زین الدین، دانشگاه آزاد تهران شمال تا دسترسی‌های محلی حکیمیه
- خط اتوبوس ۳۹۹ پایانه علم و صنعت به شهرک شهید بهشتی در مسیر بزرگراه رسالت ، گلبرگ، خوشوقت (حجربن عدی) از فلکه اول، چهارراه اشراق (فلکه دوم)، فلکه سوم و چهارم، پارک پلیس، خیابان‌های توحید، استقلال، استخر و ۲۴۴ شرقی در محله کوهسار (سازمان گوشت)
- خط اتوبوس ۴۰۰ پایانه علم و صنعت به دانشگاه امام حسین در مسیر بزرگراه سلیمانی، خیابان شهید نیلفروشان (فرجام)، چهارراه اشراق (فلکه دوم)، خیابان‌های جشنواره و دماوند، سازمان آب تا دسترسی‌های محلی حکیمیه، دانشگاه آزاد تهران شمال، ضلع شمال بزرگراه بابایی و شهرک شیردم و دانشگاه
- خط اتوبوس ۲۰۸ پل خاقانی به شهرک پارس در مسیر خیابان پدر ثانی، خیابان دردشت، پایانه و مترو علم و صنعت، بزرگراه رسالت ، دور برگردان بزرگراه رسالت به سمت غرب، خیابان آیت، خ نیلفروشان، خ ۴۱، دانشگاه علم و صنعت، خ حیدر خانی، بلوار دلاوران، خ سراج و بلوار استقلال ، شهرک امید ، پل استقلال-بزرگراه باقری ، پارک پلیس  [۱]

## جستارها وابسته
- مترو
- مترو تهران